# Alfred Brendel
Alfred Brendel (tiếng Anh: /ˈælfrəd ˈbrɛndəl/, 5 tháng 1 năm 1931 – 17 tháng 6 năm 2025) là một nghệ sĩ dương cầm, nhà thơ, nhà sáng tác, giảng viên âm nhạc người Áo. Ông nổi tiếng với các buổi biểu diễn thành công những tác phẩm của Beethoven, Mozart, Schubert và Schoenberg, được trao tặng Huân chương Đế quốc Anh.

## Tiểu sử
- Brendel sinh ngày 5 tháng 1 năm 1931 ở Wiesenberg thuộc Tiệp Khắc (nay là Loučná nad Desnou của Cộng hòa Séc) trong một gia đình không có truyền thống âm nhạc. Khi Brendel ba tuổi, gia đình chuyển đến Zagreb thuộc Nam Tư (nay là Croatia). Đến 6 tuổi bắt đầu học dương cầm dưới sự dẫn dắt của giáo sư  Sofija Deželić (1911-1985), hồi đó là nghệ sĩ hòa tấu dương cầm.[2] Sau đó, gia đình chuyển đến Graz thuộc Áo. Ở đây Brendel học dương cầm với Ludovica von Kaan tại Nhạc viện Graz và học sáng tác với Artur Michel. Cuối Thế chiến thứ hai, Brendel lúc đó 14 tuổi phải nghỉ học, tham gia đào chiến hào Nam Tư.
- Sau chiến tranh, Brendel không được học thêm dương cầm chính thức nữa, mà chủ yếu tự học, dù có theo lớp thạc sĩ âm nhạc với Edwin Fischer và Eduard Steuermann.[3]
- Buổi công diễn chính thức đầu tiên của Brendel  là ở Graz, lúc 17 tuổi, gồm các tác phẩm của Johann Sebastian Bach, Johannes Brahms và Franz Liszt và một bản sonata do chính Brendel sáng tác.[1][4] Năm 1949, Brendel giành giải tư trong cuộc thi Piano Ferruccio Busoni ở Bolzano thuộc Ý. Sau đó, được mời lưu diễn nhiều nước ở Châu Âu và Châu Mỹ Latinh.[3]
- Từ năm 1952, ông liên tục thực hiện các bản ghi âm biểu diễn các nhạc phẩm của Franz Liszt, của Sergei Prokofiev, của Brahms, Schumann và nhiều nhất là của Franz Schubert.[5][6] Ông là người biểu diễn đầu tiên thu âm đủ các tác phẩm độc tấu dương cầm của Beethoven.[7]
- Năm 2009, Brendel được giới thiệu trong bộ phim tài liệu Đức-Áo đoạt giải Pianomania, về đàn dương cầm Steinway & Sons do Lilian Franck và Robert Cibis đạo diễn. Phim được công chiếu lần đầu tại Bắc Mỹ, được The New York Times đánh giá tích cực,[8] và sau này là một phần của danh mục Viện Goethe.

## Sự nghiệp và vinh danh

### Ghi âm biểu diễn
- Alfred Brendel – Unpublished Live and Radio Performances 1968–2001
- Great Pianists of the 20th Century – Alfred Brendel III

### Tác phẩm văn học
Bên cạnh âm nhạc, văn học là cuộc đời và nghề nghiệp thứ hai của Brendel. Các tác phẩm của ông đã xuất hiện bằng tiếng Anh, Đức, Pháp, Ý, Tây Ban Nha, Hà Lan, Nhật Bản, Hàn Quốc và các ngôn ngữ khác. Sách của ông gồm:
- Musical Thoughts and Afterthoughts (essays) (1976)
- Music Sounded Out (1990) – essays, including "Must Classical Music be Entirely Serious?"
- One Finger Too Many (poetry) (1998)
- Alfred Brendel on Music (collected essays) (2001)
- Me, of All People: Alfred Brendel in Conversation with Martin Meyer (2002) (UK edition: The Veil of Order)
- Cursing Bagels (poetry) (2004)
- Playing the Human Game (collected poems) (2010) Phaidon Press
- A Pianist's A–Z: A Piano Lover's Reader. Faber and Faber. 2013. ISBN 978-0571301843.

### Giải thưởng và danh hiệu
- Hiệp sĩ danh dự về Chỉ huy Order of the British Empire (KBE; 1989)
- Pour le Mérite for Sciences and Arts (1991)[9]
- Hans von Bülow Medal của dàn nhạc giao hưởng Berlin (1992)
- Beethoven-Ring  của Đại học âm nhạc Viên (2001)
- Léonie Sonning Music Prize Đan Mạch (2002)
- Ernst von Siemens Music Prize (2004)
- Giải thường Venenia: Premio Artur Rubinstein (2007)
- Praemium Imperiale (2008)[10]
- Herbert von Karajan Music Prize (2008)
- Franz Liszt-Ehrenpreis (2011)
- Juilliard Medal (2011)
- Được bình chọn vào Gramophone Hall of Fame (2012)[11]
- Huy chương vàng Mozart của Salzburg Mozarteum (2014)
- Giải thưởng thành tựu trọn đời Echo Klassik  (2016)[12]

Một khảo sát năm 2012 về các nghệ sĩ dương cầm của tạp chí Limelight đã xếp ông là nghệ sĩ dương cầm vĩ đại thứ 8 của mọi thời đại. Khảo sát năm 2016 về những nghệ sĩ dương cầm cổ điển của Vương quốc Anh đã đưa ông vào danh sách 25 nghệ sĩ dương cầm xuất sắc nhất Thế giới qua các thời đại.

## Đời tư và cái chết
Brendel đã kết hôn hai lần. Cuộc hôn nhân đầu tiên của ông, từ năm 1960 đến năm 1972, là với Iris Heymann-Gonzala, sinh ra một con gái là Doris, sau trở thành nhạc sĩ nhạc pop rock và progressive rock. Năm 1975, ông kết hôn với Irene Semler, sinh được ba người con: con trai Adrian (nghệ sĩ cello) và hai con gái là Katharina và Sophie.
Brendel qua đời vào ngày 17 tháng 6 năm 2025 tại nhà riêng ở Luân Đôn, hưởng thọ 94 tuổi.